# Rhinolophus subbadius
Rhinolophus subbadius (Blyth, 1844) è un Pipistrello della famiglia dei Rinolofidi diffuso nel Subcontinente indiano e nell'Ecozona orientale.

## Descrizione

### Dimensioni
Pipistrello di piccole dimensioni, con la lunghezza della testa e del corpo tra 35 e 37 mm, la lunghezza dell'avambraccio tra 33 e 38 mm, la lunghezza della coda tra 16 e 19 mm, la lunghezza del piede tra 7 e 8 mm, la lunghezza delle orecchie tra 14 e 18 mm.

### Aspetto
Le parti dorsali sono marroni chiare con la base dei peli grigiastra e le spalle leggermente più chiare, mentre le parti ventrali sono leggermente più chiare. Le orecchie sono piccole. La foglia nasale presenta una lancetta triangolare e con i bordi concavi, un processo connettivo appuntito, leggermente stretto nella parte centrale e angolato in avanti, una sella larga alla base e stretta al centro. Il labbro inferiore ha tre solchi longitudinali. La coda è lunga ed inclusa completamente nell'ampio uropatagio. Il primo premolare superiore è piccolo e situato lungo la linea alveolare.

## Biologia

### Alimentazione
Si nutre di insetti.

## Distribuzione e habitat
Questa specie è diffusa negli stati indiani dell'Arunachal Pradesh e Meghalaya, in Nepal, Bangladesh, provincia cinese dello Yunnan e nel Myanmar settentrionale.
Vive in boschi di bambù all'interno di foreste di pianura fino a 1.231 metri di altitudine.

## Conservazione
La IUCN Red List, considerato il vasto areale e la popolazione presumibilmente numerosa, classifica R.subbadius come specie a rischio minimo (Least Concern)).